# 포켓 컴퓨터

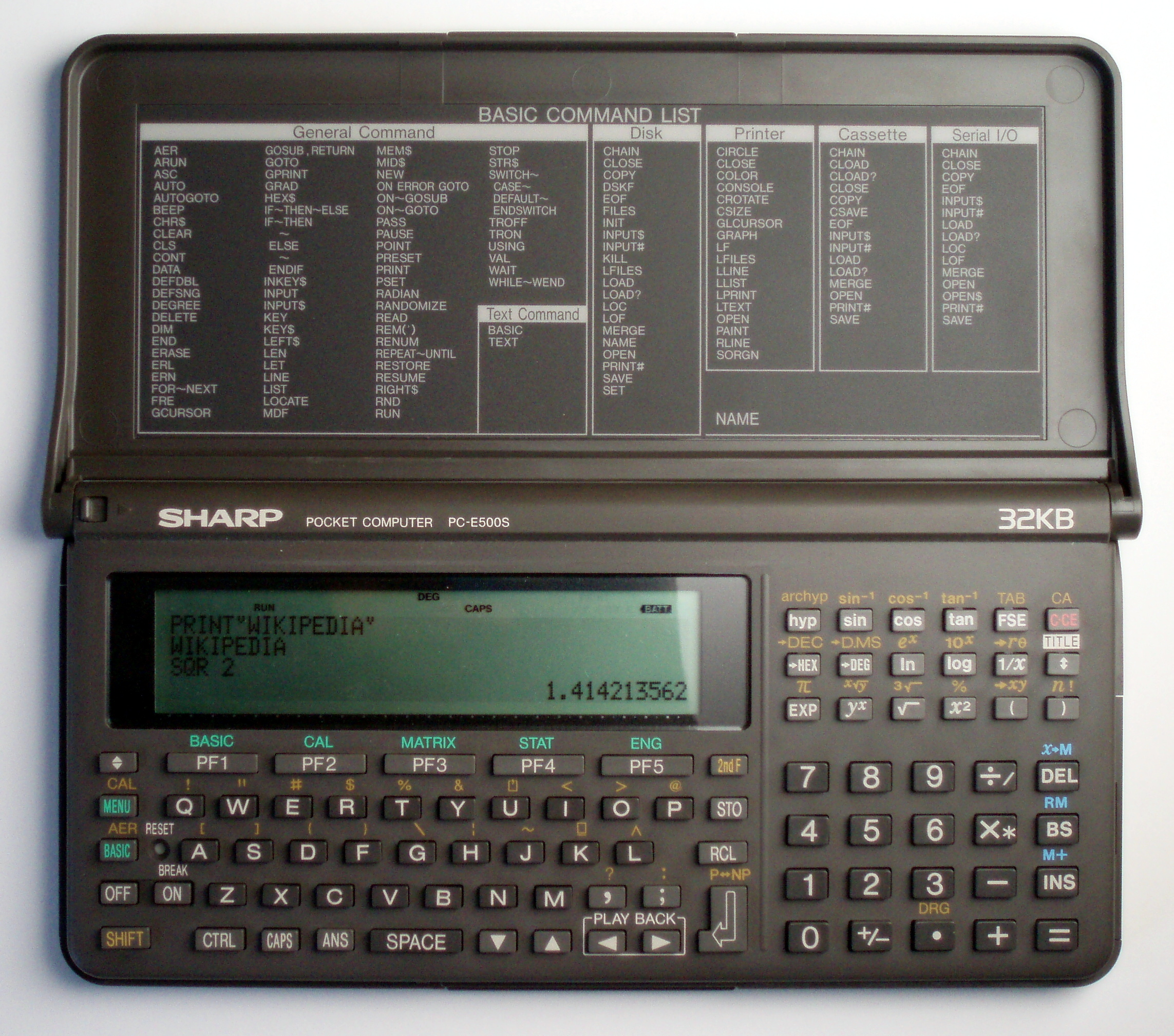
샤프 PC-E500S 포켓 컴퓨터.

포켓 컴퓨터(pocket computer)는 조그마한 계산기 크기의 휴대용 프로그램 방식의 컴퓨터이다.
이 분류의 컴퓨터들은 주로 1980년대에 존재하였다. 이들을 제조한 업체들로는 카시오, 휴렛 패커드, 샤프, 탠디/라디오 셱 등이 있다.
이 프로그래밍 언어는 주로 베이직이었으나 일부 기기들은 대안을 제공하였다. 예를 들어, 카시오 PB-2000은 어셈블리어, 베이직, C, 리스프로 프로그래밍이 가능하였다. 포트란, 프롤로그 카드들 또한 이를 위해 개발되었다. 최신 샤프 포켓 컴퓨터인 PC G850V(2001년)은 C, 베이직, 어셈블러로 프로그래밍이 가능하다. 포켓 컴퓨터의 중요 기능으로는 대형 컴퓨터의 크로스 컴파일러로부터 다운로드를 하지 않고 장치 그 자체에 맞추어 모든 프로그래밍 언어들을 지원할 수 있었다.

## 같이 보기
- 포켓 PC
- 스마트북